# Ruente
Ruente es un municipio y localidad de la comunidad autónoma de Cantabria (España). Es uno de los tres municipios que forman el valle de Cabuérniga, situado en la zona occidental de la comunidad, dentro de la comarca de Saja-Nansa. Limita al norte con los municipios de Valdáliga y Cabezón de la Sal, al sur con Cabuérniga y Los Tojos, al oeste con Cabuérniga y al este con Cieza. La cabecera municipal es la localidad de Ruente, situada en una vega junto al nacimiento de La Fuentona. Esta dista siete kilómetros de Cabezón de la Sal y cincuenta y dos kilómetros de la capital autonómica, Santander.
El ayuntamiento se compone de cuatro localidades: Ucieda, Ruente, Barcenillas y Lamiña, las tres primeras se sitúan en la vega de los ríos Saja y los Vados, una zona especialmente plana dedicada a prados de siega y tierras de cultivo. La cuarta se ubica en un rellano elevado sobre el valle. En el resto del territorio predominan los relieves alomados, ocupados en sus partes medias por masas forestales con un alto grado de naturalidad como los bosques de monte Aá y el monte Río de los Vados, y en sus partes altas por brañas. Los márgenes del término municipal están bordeados por una hilera montañosa de entre quinientos y novecientos metros de altitud, cuyas altitudes más notorias son La Pedraje (850,9 m) al noroeste, el alto de El Toral (897 m) al oeste, el alto de La Nogaleda (880,7 m) al sur y el alto de Espinera o Tordías (967,1 m) al sureste. Este último es el punto más elevado del término y donde coinciden los municipios de Ruente, Cabuérniga, Cieza y Arenas de Iguña. El punto más bajo, algo inferior a los 170 metros, se encuentra en la salida del río Saja hacia Cabezón de la Sal. La totalidad de su territorio está incluido en la reserva regional de caza Saja y el 40,17 % forma parte del parque natural del Saja-Besaya.
Las casas llanas de estilo renacentista y las casas y casonas montañesas, componen la mayor parte del patrimonio arquitectónico municipal, complementado por algunas construcciones de estilo gótico y neoclásico. De todas ellas, la Casona de la Canal y el Palacio de Mier aparecen incluidas en el Inventario General del patrimonio Cultural de Cantabria.

## Toponimia
El nombre de Ruente procede, según la especialista en toponomástica María Dolores Gordón, del romance sumergido, —una variante latina diferente pero muy similar a la lengua romance que finalmente triunfaría. La evolución de la voz fuente (<FONTE) en este habla daría como resultado el nombre de Ruente. Según muestra Virginia Calvente Iglesias en su estudio sobre los concejos de Ucieda y Ruente, esta evolución anómala de f- a r- se produjo entre los siglos XIII y XIV.
Por otra parte, el topónimo ha seguido evolucionando de la mano de la colonización española de América. Ruende, brazo del río Apure que transcurre muy próximo a la población de San Fernando de Apure, debe su nombre a Ruente, como así ha demostrado Oldman Botello quien asegura que tal denominación no existía antes de que gentes naturales de Ruente llegasen a ese lugar.

### Gentilicio
No hay un gentilicio común a todos los habitantes del municipio, ya que en cada pueblo existe uno diferente. Así pues, a los habitantes del pueblo de Ruente se los conoce como joscos/as, mientras que a los de Ucieda se los llama garullos/as, a los de Barcenillas gallegos/as y a los de Lamiña miñegos/as.

## Símbolos
El Ayuntamiento no posee bandera municipal, pero sí escudo heráldico. Aprobado por Real Decreto en 1978, en él, se representa lo más característico del municipio como sus bosques, su fauna y su mitología. El escudo tiene forma ibérica o española —cuadrilongo con el borde inferior redondeado en la punta—, y su descripción es la siguiente: En campo de oro, un roble de sinople (verde) acompañado de un ciervo de su color; cortado de azur (azul), una sirena de plata, sumada de una trucha, también de plata. Timbre de corona real cerrada.

## Geografía
Con una extensión de 65,86 kilómetros cuadrados, Ruente es el vigésimo octavo municipio de Cantabria por superficie (ver tabla). Además de la superficie municipal, Ruente gestiona conjuntamente con el resto de municipios del valle y la Hermandad de Campoo de Suso la mancomunidad de Campoo-Cabuérniga, un territorio de setenta y cinco kilómetros cuadrados destinado al pasto de ganado. Se trata de un espacio sui géneris gobernado por una junta directiva compuesta por un delegado de cada uno de los municipios copropietarios de este territorio.
El municipio está situado en la zona occidental de Cantabria, dentro de la comarca de Saja-Nansa. Concretamente en la zona más septentrional del Valle de Cabuérniga. Limita al norte con los términos de Valdáliga y Cabezón de la Sal, al sur con Cabuérniga y Los Tojos, al oeste con Cabuérniga y al este con Cieza.
Por su parte, la mancomunidad de Campoo-Cabuérniga se sitúa en la cabecera del río Saja, en el extremo sur del valle. Linda por el norte con los municipios de Cabuérniga y Los Tojos, por el sur con la Hermandad de Campoo de Suso, por el este nuevamente con Los Tojos y por el oeste con Tudanca y Polaciones.
| Noroeste: Valdáliga  | Norte: Valdáliga y Cabezón de la Sal | Nordeste: Mazcuerras     |
| Oeste: Cabuérniga    |                                      | Este: Cieza              |
| Suroeste: Cabuérniga | Sur: Cabuérniga y Los Tojos          | Sureste: Arenas de Iguña |

Geológicamente Ruente se inscribe en el borde oriental del macizo Asturiano, dentro de la cuenca de Cantabria; una amplia cuenca sedimentaria plegada durante la orogenia alpina que se caracteriza por relieves poco agrestes dominados por materiales del cretácico inferior. En concreto el territorio municipal reposa sobre dos unidades geológicas: el entrante de Cabuérniga, un amplio sinclinorio de configuración triangular formado por una de las deformaciones de la cuenca de Cantabria; y la franja cabalgante del Escudo de Cabuérniga, un enorme anticlinal fallado orietado de este a oeste que hace cabalgar materiales del carbonífero y triásico sobre los sedimentos más modernos del entrante de Cabuérniga.

### Relieve e hidrografía
Esta evolución, sumada al modelado fluvial durante el cuaternario, ha dado como resultado un relieve predominado por las formas romas y alomadas —a excepción de la abrupta ruptura que supone la Sierra del Escudo—, con varias cuencas vertientes al río Saja y un fondo de valle especialmente plano que configuran la parte baja del valle de Cabuérniga.
De norte a sur, el municipio queda definido por tres unidades de relieve. La primera unidad, situada en la parte más septentrional, es la sierra del Escudo de Cabuérniga, donde se encuentran los materiales más antiguos. Se trata de una línea prácticamente recta que tiene continuación al este y oeste, hacia donde gana altura. La ladera sur de la sierra, inscrita dentro del ayuntamiento, comienza con pendientes poco pronunciadas producidas por la erosión del río Monte Aa. En este espacio se desarrolla una de las masas forestales más importantes del valle, el cagigal de Monte Aa. Continuando hacia el este a través del monte de Araos, Zarzoso y Raleo es el río Saja quien desarrolla su actividad erosiva rebasando finalmente la sierra en la Hoz de Santa Lucía, en el extremo oriental del municipio. En este segundo tramo las pendientes son progresivamente más pronunciadas, salpicadas de pequeños escarpes rocosos donde afloran las areniscas y lutitas triásicas.
La segunda unidad de relieve, en esta descripción hacia el sur, la conforma la vega del río Saja. Una llanura de río trenzado con forma de elipse que tiene su máxima amplitud en la mies del pueblo de Ruente. Este espacio se caracteriza por su planicie, dedicada a tierra de cultivo y prados de siega. Destacan aquí los cierres de las fincas con muretes de piedra a canto seco, acompañados con frecuencia de un cortejo arbustivo de avellanos, espinos, fresnos y saúcos. En esta vega se encuentran también los pueblos de Barcenillas, Ruente y Ucieda.
Finalmente, la tercera unida de relieve es la transición desde el fondo del valle a los relieves que cierran el municipio por el sur y el este. Se trata de laderas tendidas donde se encajan porgesivamente los ríos Bayones y Barcenillas. Este espacio de transición ocupa la mayor parte del término municipal y es la zona de mayor grado de naturalidad.Aquí se encuentra la mayor masa forestal del ayuntamiento y una de las mejores representaciones de robledal de la región, el Monte Río Los Vados, que ocupa la práctica totalidad de la cuenta del Bayones. En la cuenca del río Barcenillas y el monte de Jaedo, mucho menos arboladas, predominan los pastizales de montaña y las landas atlánticas formada por escajos y brezos.
Los márgenes del territorio municipal están bordeados por una hilera montañosa de entre quinientos y novecientos metros de altitud, cuyas altitudes más notorias son La Pedraje (850,9 m) al noroeste, el alto de El Toral (897 m) al oeste, el alto de La Nogaleda (880,7 m) al sur y el alto de Espinera o Tordías (967,1 m) al sureste. Este último es el punto más elevado del municipio y donde coinciden los municipios de Ruente, Valle de Cabuérniga, Cieza y Arenas de Iguña.

### Clima

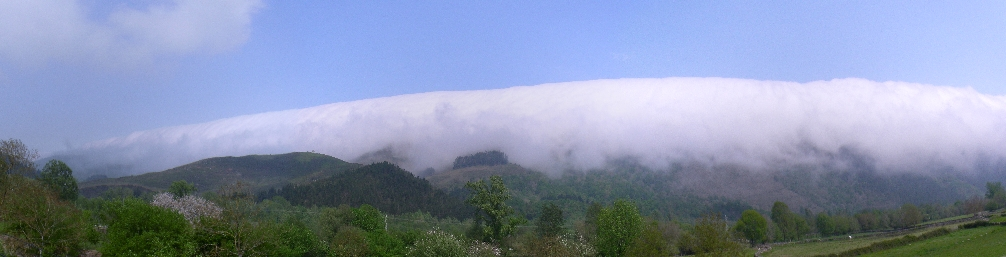
Efecto Fohen en la sierra de El Escudo de Cabuérniga

El territorio municipal se ubica en la región climática de la Ibéria Verde de clima Europeo Occidental, clasificada también como clima templado húmedo de verano fresco del tipo Cfb según la clasificación climática de Köppen.
Los principales rasgos del municipio a nivel general son unos inviernos suaves y veranos frescos, sin cambios bruscos estacionales, siendo la diferencia entre el invierno y el verano de unos once o doce grados. El aire es húmedo con abundante nubosidad y las precipitaciones son frecuentes en todas las estaciones del año, alcanzando una media anual en torno a los mil doscientos milímetros, con escasos valores excepcionales a lo largo del año.
Las características de la Sierra del Escudo, con altituras entre quinientos y mil doscientos metros sobre el nivel del mar que separan el municipio de la zona costera, hace posible fenómenos típicos como los de fachada y abrigo (Efecto Föhn) que modifican la circulación de las masas húmedas ocasionando sombras de precipitaciones. Así mismo, en estas zonas de altitud, el clima se recrudece experimentando menores temperaturas y precipitaciones ligeramente superiores.
| Parámetros climáticos promedio de Ruente | Parámetros climáticos promedio de Ruente | Parámetros climáticos promedio de Ruente | Parámetros climáticos promedio de Ruente | Parámetros climáticos promedio de Ruente | Parámetros climáticos promedio de Ruente | Parámetros climáticos promedio de Ruente | Parámetros climáticos promedio de Ruente | Parámetros climáticos promedio de Ruente | Parámetros climáticos promedio de Ruente | Parámetros climáticos promedio de Ruente | Parámetros climáticos promedio de Ruente | Parámetros climáticos promedio de Ruente | Parámetros climáticos promedio de Ruente |
| Mes | Ene.                                     | Feb.                                     | Mar.                                     | Abr.                                     | May.                                     | Jun.                                     | Jul.                                     | Ago.                                     | Sep.                                     | Oct.                                     | Nov.                                     | Dic.                                     | Anual                                    |
| --- | ---------------------------------------- | ---------------------------------------- | ---------------------------------------- | ---------------------------------------- | ---------------------------------------- | ---------------------------------------- | ---------------------------------------- | ---------------------------------------- | ---------------------------------------- | ---------------------------------------- | ---------------------------------------- | ---------------------------------------- | ---------------------------------------- |
| Temp. máx. media (°C) | 12.5                                     | 10.7                                     | 17.6                                     | 14.3                                     | 21.4                                     | 22.4                                     | 24.2                                     | 25.7                                     | 23.5                                     | 19.8                                     | 15.4                                     | 15                                       | 25.7                                     |
| Temp. mín. media (°C) | 2.7                                      | 0.3                                      | 2.6                                      | 5.8                                      | 8.5                                      | 12                                       | 12.3                                     | 14                                       | 11.6                                     | 8.4                                      | 4.1                                      | 2.5                                      | 0.3                                      |
| Precipitación total (mm) | 158.1                                    | 260.8                                    | 99                                       | 305.7                                    | 48.3                                     | 62.1                                     | 31.8                                     | 19.8                                     | 65.7                                     | 221.3                                    | 236.4                                    | 65.4                                     | 1574.4                                   |
| Fuente: Los datos de las temperaturas están sacados del trabajo «Termopluviometría de Cantabria durante el periodo 1981-2010» mientras que las temperaturas se refieren al año 2012 y están sacadas de los datos de la estación meteorológica de Ruente. |                                          |                                          |                                          |                                          |                                          |                                          |                                          |                                          |                                          |                                          |                                          |                                          |                                          |

La temperatura media de la región ha aumentado en los últimos cincuenta años 0,6 grados, mientras que las precipitaciones ha experimentado un descenso del diez por ciento. Cada uno de los años de la serie 1981-2010 fueron claramente más secos y cálidos que los de la serie 1951-1980. Y todo indica que las fluctuaciones intra-estacionales del régimen termo-pluviométrico fueron más intensas durante el periodo 1981-2010.

## Naturaleza
El municipio se ubica dentro de la región Eurosiberiana, que en España ocupa toda la fachada atlántica desde Galicia hasta el sur de los Pirineos. En la zona española de esta región, predominan las especies vegetales medioeuropeas, boreo-alpinas, euroasiáticas y subatlánticas, junto a algunos endemismos ibéricos.
Ruente pertenece al subsector Ovetense, por lo que su flora tiene cierta afinidad con la presente en territorios más occidentales. Esta subdivisión se caracteriza por albergar algunos endemismos noroccidentales de la península ibérica ligados a suelos pobres, como la Erica mackaiana, la Linaria triornithophora o la Omphalodes nitida. El origen de estas especies termófilas se encuentra en los refugios templados presentes en la región durante la última glaciación. Tienen también gran importancia los elementos de distribución subatlántica como el roble melojo o tocio, como se lo conoce en la región.
La mayor parte del territorio municipal se encuentra en el piso bioclimático colino. En él, predomina la vegetación de zonas bajas y climáticamente favorables, como el robledal de Quercus robur, actualmente en fase de colonización por el haya, así como los característicos tojales y brezales. También son habituales en este piso los prado y pastizal, que ocupan una extensa superficie en las vegas y laderas poco inclinadas, así como los bosques mixtos de ribera, con un notable desarrollo en el cauce del río Saja y sus tributarios.
Las zonas más elevadas de la sierra del Escudo de Cabuérniga y del monte Río de los Vados, por encima de los seiscientos metros de altitud, pertenecen al piso bioclimático montano, siendo un buen bioindicador de este la presencia del roble albar o los híbridos de este con la cajiga.
Los ecosistemas más relevantes del municipio son el resultado de la combinación entre las características naturales del territorio y la actividad antrópica, ejercida por la población durante siglos. Originariamente, el territorio municipal estaba definido por dos ecosistemas principales: El bosque caducifolio, que se extendía desde el fondo del valle hasta los cordales que limitan el municipio; y el río Saja y sus afluentes, que daban un marcado carácter ribereño con hábitats ligados a los cursos de agua. La modificación humana de estos ecosistemas ha originado una importante extensión de praderías en el fondo del valle y brezales en los montes y laderas desarboladas. Estos dos hábitats de origen antrópico, considerados esencialmente etapas de degradación de los bosques caducifolios, aportan una considerable diversidad paisajística y ecológica en el municipio.

### Vegetación ligada a los cursos de agua

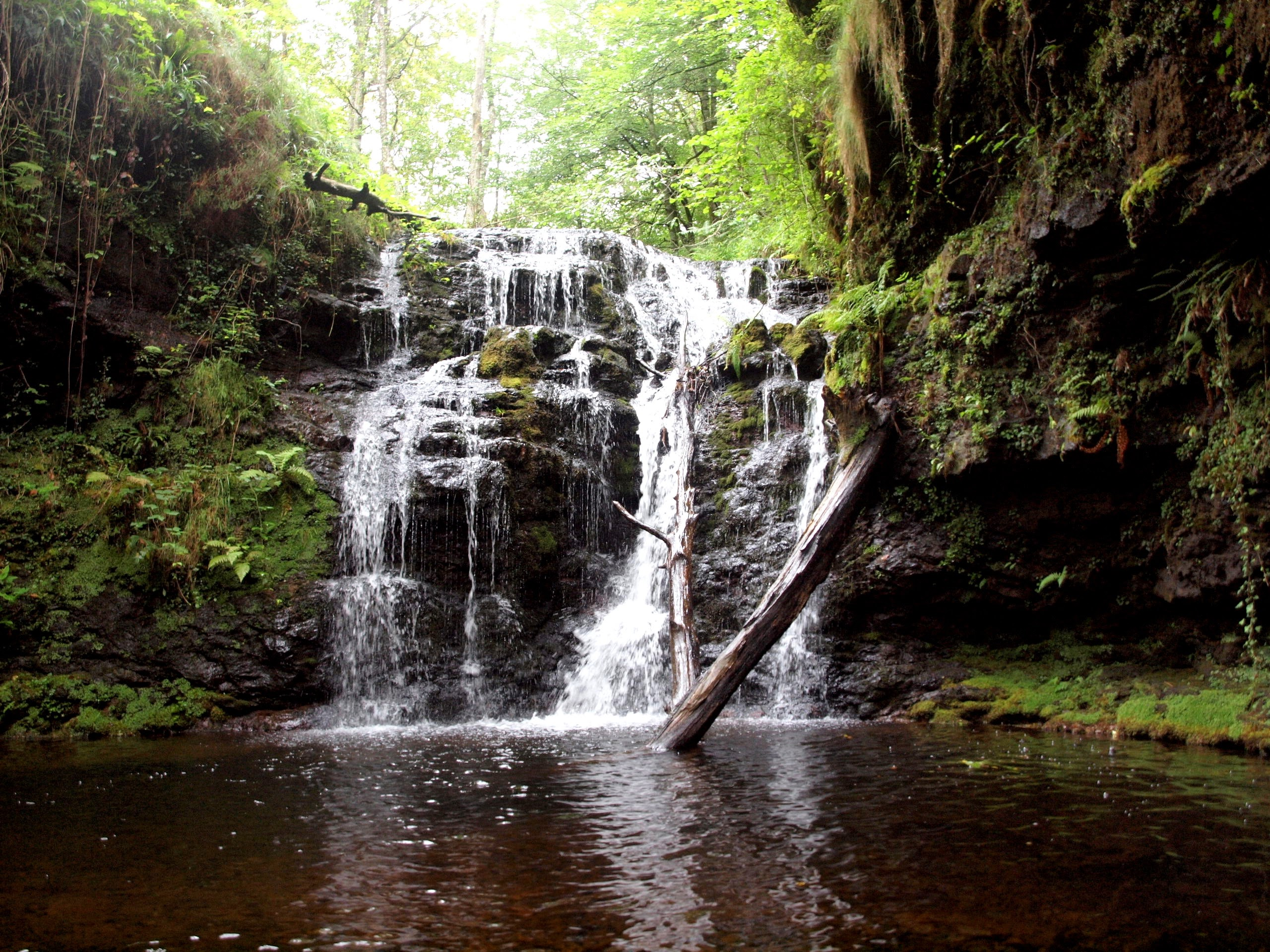
Pozo del Infierno en el río Viaña

Las plantas que viven total o parcialmente sumergidas están bien caracterizadas en el arroyo de La Fuentona y el canal de Calcera. Especies típicas de arroyos de alta montaña, como la Groenlandia densa, han alcanzado un gran desarrollo en este manantial. El ranúnculo acuático (Ranunculus penicillatus) por el contrario, forma pequeñas poblaciones tanto en La Fuentona como en el Saja, y aún más escaso es el rizo de agua (Potamogeton crispus) que se encuentra en pequeños arroyos de corriente lenta.
Las orillas de La Fuentona están flanqueadas por cañaverales de espadaña (Typha latifolia), acompañada de cárice péndulo (Carex pendula), mastuerzo de río (Cardamine raphanifolia), apio acuático (Apium nodiflorum), berro (Nasturtium officinale), epilobio (Epilobium hirsutum), menta acuática (Mentha aquatica) y salicaria (Lythrum salicaria); mientras que las poblaciones de lenteja de agua (Lemna minor) y estrella de agua (Callitriche stagnalis) oupan los remansos de los arroyos y zonas encharcadas.
Las zonas de arenas, gravas y cantos, fuertemente removidas durante las crecidas, son el hábitat idóneo para que prospere la canabina (Eupatorium cannabinum), la persicaria (Persicaria maculosa), el cenizo (Chenopodium album), la jabonera (Saponaria officinalis), el mercurial (Mercurialis annua), la menta de lobo (Lycopus europaeus), la impatiens (Impatiens glandulifera), el galeópside (Galeopsis tetrahit), la cardincha (Dipsacus fullonum), el gordolobo (Verbascum thapsus), la manzanilla bastarda (Anthemis arvensis), la bardana (Arctium minus) o el poleo (Mentha longifolia).
En los taludes inundables del Saja se encuentran las salcedas arbustivas, donde predomina el sauce angustifolio (Salix eleagnos) y, en menor medida, el púrpura (S. purpurea), abrazados por plantas trepadoras como la hierba del pordiosero (Clematis vitalba), el lúpulo (Humulus lupulus), las zarzas (Rubus ulmifolius), el escaramujo (Rosa canina), la madreselva (Lonicera perichymenum) y la campanilla mayor (Calystegia sepium).
En los lugares menos expuestos a las crecidas, se desarrolla el bosque de ribera, con especies com los sauces (Salix atrocinerea, S. ealeagnos y S. caprea), alisos (Alnus glutinosa), fresnos (Fraxinus excelsior), arces (Acer campestre), olmos (Ulmus glabra), chopos (Populus nigra), abedules (Betula pubescens) y hasta robles (Quercus robur), castaños (Castanea sativa) o hayas (Fagus sylvatica). El estrato arbustivo lo componen avellanos (Corylus avellana), cornejos (Cornus sanguinea), majuelos (Crataegus monogyna), saucos (Sambucus nigra); mientras que en el herbáceo predominan los helechos (Dryopteris dilatata, Dryopteris filix-mas, Blechnum spicant, Osmunda regalis), acompañados de primaveras (Primula vulgaris, P. veris), consuledas menores (Symphytum tuberosum), ortigas rojas (Lamium purpureum), pulmonarias (Pulmonaria longifolia), orejas de monte (Saxifraga hirsuta) o androsemos (Hypericum androsaemum).

### Prados y pastizales
Estas zonas, totalmente vinculadas y dependientes de la actividad antrópica, albergan un buen número de herbáceas perennes, capaces de soportar la siega o el pasto repetido a lo largo del año. Son comunes las gramíneas como el dáctilo (Dactylis glomerata), la cañuela de prado (Festuca pratensis) el raigrás (Lolium multiflorum), la agróstide (Agrostis capillaris), el rabo de zorra (Alopecurus pratensis), el rabo de gato (Arrhenatherum elatius), la grama de olor (Anthoxanthum odoratum), la cola de perro (Cynosurus cristatus), el holco lanudo (Holcus lanatus) y las poas (Poa pratensis, P. trivialis), mezcaldas con leguminosas como los tréboles (Trifolium repens, T. pratense) o el pie de gallo (Lotus corniculatus) y otras plantas con gran capacidad de rebrote como el llantén (Plantago lanceolata), la centaurea (Centaurea nigra), la acedera (Rumex acetosa), la brunella (Prunella grandiflora), el mastuerzo de prado (Cardamine pratensis), la malva (Malva moschata), la centaurea menor (Centaurium erythraea), las campánulas (Campanula glomerata, C. patula), la milenrama (Achillea millefolium) o la zanahoria silvestre (Daucus carota).

### Brezales y escajales

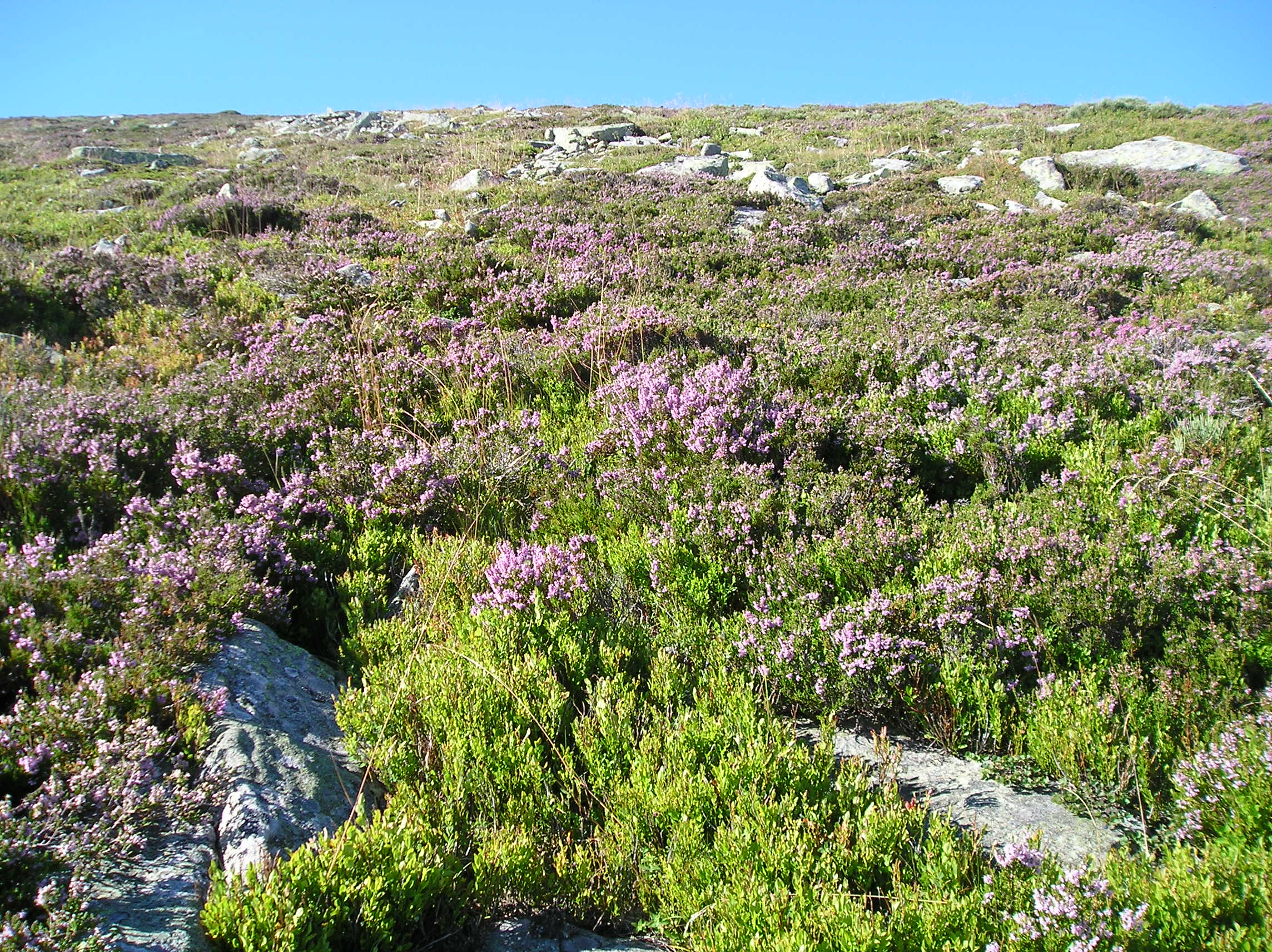
Brezales mixtos de Calluna vulgaris

Los brezales y escajales, formaciones vegetales de origen antrópico que se desarrollan en suelos empobrecidos por las quemas, ocupan una gran extensión en el municipio (el 22,25 % de la superficie municipal). Pese a representa estados degradados del bosque, albergan una elevada diversidad de especies exclusivas de plantas y animales. Motivo por el cual son considerados hábitats de protección prioritaria en el ámbito de la Unión Europea.
Las ericáceas, como la brecina (Calluna vulgaris), los brezos (Erica vagans, E. mackaiana, E. cinerea) y el brezo cantábrico (Dadoecia cantabrica) —quzás el más representativo de los brezales ibéricos— son las especies dominantes en los brezales de Ruente. A ellas se asocian escajos (Ulex gallii, U. europaeus), que son las plantas más características de los motes deforestados.
Otras plantas como la lechera (Polygala vulgaris), la carrasquilla azul (Glandora prostrata), el cardo del brezal (Cirsium filipendulum), la hierba de los tintoreros (Serratula tinctoria), la satirión real (Dactylorhiza maculata), diversas gramíneas (Alpagrostis setacea, Arrhenatherum thorei, Molinia caerulea, Pseudarrhenatherum longifolium) y alguna umbelífera (Silphiodaucus prutenicus). Entre los brezales, a menudo con porte arbustivo, se encuentra el tocio (Quercus pyrenaica) que constituye la primera fase de transformación natural del brezal en bosque, una vez cesan los incendios.

### Bosques

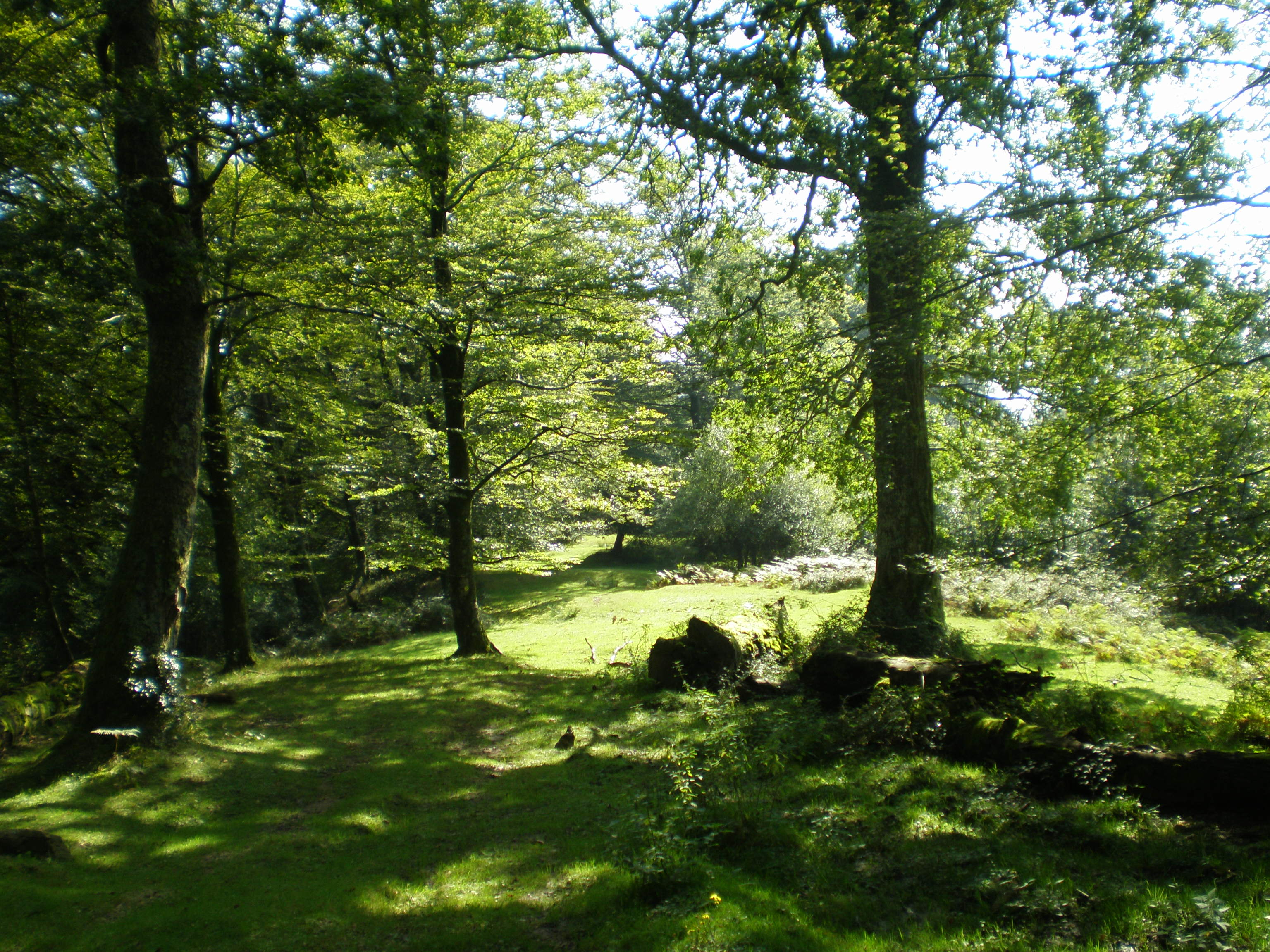
Hayas y cajigas en el Monte Ucieda

Los bosques, antaño el paisaje vegetal dominante, hoy se ven considerablemente reducidos y simplificados por la actividad humana. Sin embargo es posible encontrar enclaves bien conservados en los montes de Río los Vados y Aá, cuya enorme heterogeneidad estructural y ambiental los mantienen como los ecosistemas con mayor biodiversidad de entre los existentes en el municipio.
Los bosques mixtos de roble y haya son las formaciones arboladas más características. En ellos la cajiga (Quercus robur) es la especie dominante, mientras que el haya (Fagus sylvatica) llega a serlo solamente donde la presión ganadera es menos intensa. Bajo la cobertura de estos, progresan otras especies arbóreas como el acebo (Ilex aquifolium), el sauce ceniciento (Salix atrocinerea), el peral silvestre (Pyrus cordata), el avellano (Corylus avellana), el arraclán (Rhamnus frangula), el majuelo (Crataegus monogyna) y el manzano silvestre (Malus sylvestris) que normalmente no superan los quince metros de altura. En Monte Aá existe una parcela de veinte hectáreas destinada a la producción de bellota para la mejora genética de otros robledales.
El estrato herbáceo varía enormemente en función de la composición del dosel forestal, las características del suelo y el uso humano del bosque. En las zonas de predominio del roble, hay un densos sotobosque de helechos (Pteridium aquilinum, Blechnum spicant, Dryopteris filix-mas, D. dilatata), escajos (Ulex gallii), brezos (Erica vagans, E. cinerea, Calluna vulgaris) y hierbas como el melampiro (Melampyrum pratense) o el escordio bastardo (Teucrium scorodonia); mientras que en los dominios del haya, el sotobosque es muy escaso, formado prácticamente solo por acebos y plantas humbrófilas como la acederilla (Oxalis acetosella) o la anémona de bosque (Anemone nemorosa). La flora herbácea de los bosques intensamente pastados se compone básicamente de gramíneas cespitosas (Festuca pratensis, F. rubra, Agrostis canina, Anthoxanthum odoratum, Avenella flexuosa, Hordelymus europaeus, Brachypodium pinnatum), algunos helechos (Pteridium aquilinum) y escajos (Ulax gallii, U. europaeus).

### Recursos naturales
La riqueza natural del municipio es enorme y cuenta con numerosas especies vegetales y animales así como amplias masas boscosas. La totalidad de su territorio está incluida en la reserva regional de caza Saja y el 40,17 %, unos 26,47 km², forma parte además del parque natural del Saja-Besaya. El parque natural está catalogado también como zona especial de conservación al igual que el río Saja que cuenta con una importante población de nutrias.
Trece de los árboles declarados singulares por el Gobierno de Cantabria se encuentran en el municipio. Uno en Monte Aa, el Arriaga con el número 26, muy cerca del mítico Cajigu Cubilón; y el resto en el monte Ucieda. Seis robles: El roble de Canalejas (n.º9), el Tumbado (n.º30), el Joven (n.º34), el Viejo (n.º35), el roble Gordo (n.º36) y el de Buzalgroso (n.º38); tres hayas: El de Bujilices (n.º18), la Escampauca (n.º29) y el de Cotera Pumar (n.º31); un pino de monterrey (n.º127) y una tuya (n.º128).
Desde marzo de dos mil seis, el municipio cuenta con un helipuerto que sirve de base a un helicóptero y una brigada forestal dedicados principalmente a la lucha contra incendios.

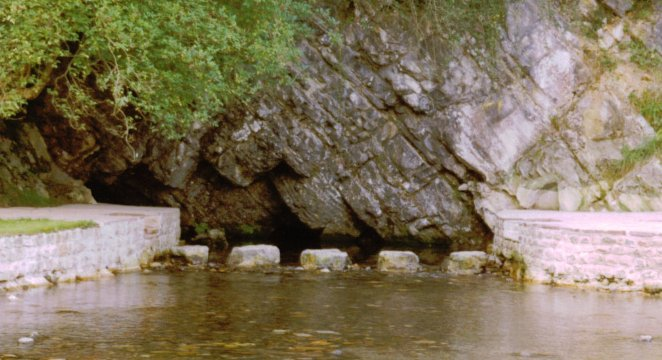
Nacimiento de La Fuentona

En la capital municipal nace La Fuentona de Ruente. Una surgencia natural de origen cárstico catalogada como punto de interés geológico que brota al pie de una pared de caliza. Lo destacable de esta fuente, es que no es tal fuente sino un río que nace ya con gran fuerza en cuanto a volumen de agua. Además tiene la peculiaridad que muy de vez en cuando, deja de manar durante unas horas, reapareciendo posteriormente con la misma fuerza. No se ha llegado a una explicación satisfactoria para el fenómeno, aunque la tesis más válida podría ser un sistema de vasos comunicantes que darían lugar a las variaciones repentinas de caudal.
Sus intermitencias ya fueron citadas en 1849 por Pascual Madoz quien habló de «una fuente que nace en la población con tal abundancia que sin dificultad supera a las que dan origen al caudaloso Ebro; esa fuente tiene la particularidad de secarse por periodos de 1/2, 1 ó 2 horas, volviend luego a brotar con la misma fuerza de ordinario»; aunque el conocimiento de su comportamiento se remonta mucho tiempo atrás, pues en 1864 Amalio Maestre aseguraba que el «fenómeno se tiene observado desde una antigüedad muy remota».
Fruto del extraño comportamiento del caudal han surgido infinidad de historias y leyendas en torno a La Fuentona. Alguna de ellas ha sido recogida por escritores como Manuel Llano y Juan Sierra Pando. Cuenta la leyenda que en el interior de la gruta vive una anjana que guarda el tesoro de los templarios.

## Historia
El municipio de Ruente se formó entre 1821 y 1842 por la suma de los tres concejos más septentrionales de los diez que formaban el Real Valle de Cabuérniga, uno de los de la Merindad de las Asturias de Santillana. Sin embargo el poblamiento del territorio municipal se remonta muchos siglos atrás.

### Prehistoria
La ocupación humana de la zona que actualmente ocupa el municipio de Ruente y su territorio mancomunado se remonta a tiempos prehistóricos, como constata el conjunto rupestre al aire libre de Las Urizonas, en el Monte de Ucieda, o el crómlech, menhir y túmulos del collado de Sejos, en la Mancomunidad Campoo-Cabuérniga. Ambos yacimientos datan de finales de la Edad del Cobre o inicios de la del Bronce, entre 5000 y 2800 años AP.

### Edad Media
Antes del siglo VIII el territorio que hoy ocupa el municipio de Ruente contaba con una población autóctona escasamete romanizada y apartada de los intereses del mundo visigodo. Este aislamiento, facilitado por lo abrupto de su relieve, permitió a sus pobladores conservar una organización social basada en la tribu y un modo de vida ligado a la caza y la actividad silvopastoril.
Pero en el siglo VIII, las aceifas sarracenas al norte del Duero impulsaron a numerosos mozárabes a huir a las montañas astur-cántabras. La afluencia forastera se incrementó en el transcurso del siglo en lo que parece una deliberada política de poblamiento efectuada por la monarquía astur en toda la región. Para entonces, en el territorio que hoy ocupa el municipio de Ruente y en todo el valle, hacía tiempo que, a la caza y recolección de alimentos le acompañaba la práctica de la agricultura itinerante asociada al pastoreo. La antigua organización tribal también había experimentado cambios, excindiéndose en clanes o «gentilias», aunque conservando sus lazos con el tronco tribal común. Cada clan ocupaba y roturaba un terreno que cultivaba hasta que dejaba de ser fértil, momento en que se transladaba a otro lugar próximo para realizar nuevas roturaciones mientras que el terrenos abandonado servía de pasto para el ganado. Inicialmente, las gentes procedentes del norte de la meseta, se adaptaron a esta realidad social integrándose en la organización en clanes, pero traían consigo otras formas de organización social, económica, cultural e incluso política que se irían asimilándo en los siglos siguientes.
Hasta la fijación de los núcleos de población en el fondo del valle a finales de la Alta Edad Media, el poblamiento de la zona que hoy comprende el municipio era de carácter itinerante, ligado a la actividad silvopastoril. Testimonio de este tipo de poblamiento es el núcleo abandonado de Las Rozas, en el monte Río de los Vados, que permaneció en uso hasta la consolidación definitiva de los núcleos del valle en torno al siglo XVIII. Durante este tiempo las viviendas se levantaban con madera y restos vegetales para las cubiertas mientras que las construcciones más sólidas estaban vinculadas a edificios religiosos o defensivos.
Según la historiadora Virginia Calvente Iglesias, el desencadenante de las aldeas que hoy componen el municipio de Ruente se encuentra en el contacto, a partir del siglo IX, de una población lugareña apenas romanizada, organizada en clanes con otra mozárabe procedente de la meseta y portadora de planteamientos gótico-cristiano. Este aumento de población unido a la nueva cosmovisión mozárabe facilitó los primeros asentamientos así como el lento surgimiento de la propiedad privada en detrimento de la comunitaria. Durante varios siglos convivieron en el entonces llamado valle de Ucieda tres tipos de propiedad: la comunal, la grupal y la familiar.
La primera referencia escrita de los asentamientos actuales se encuentra en el cartulario de Covarrubias, que en el año 978 sitúa al monasterio de San Fructuoso de Lamiña en Kaor-nega (Cabuérniga). Excavaciones arqueológicas modernas han documentado varias construcciones anexas a la actual ermita de San Fructuosa de Lamiña, que probablemente corresponden al antiguo monasterio. Así mismo, en el año 1085 aparece constancia del monasterio de Santa María de Ucieda, posteriormente nombrado como «Santa María de la Fuente», «Santa María de la Ruente» y finalmente como «Santa María de Ruente». A pesar de que sus iglesias aparecen vinculadas al monasterio de Cardeña y otros señoríos eclesiásticos, la mayor parte de los vecinos eran de behetría. Con el paso de los años, acabarían rindiendo vasallaje a la casa de la Vega, lo mismo que los vecinos de Cabuérniga. La consolidación del poder señorial entra en pugna con el pueblo que funcionaba por el sistema concejil, fruto de estos roces los valles de Cabuérniga y Osieda (Ucieda) junto con otros más inician en 1440 el pleito viejo contra la Casa de la Vega. El proceso se alargará hasta 1444 fecha en la que Juan II falla en favor del Marqués de Santillana con lo que los lugareños no logran sus aspiraciones.
En cuanto a la organización territorial, los Valles de Cabuérniga y Ucieda aparecen desde un principio como entidades civiles diferenciadas e independientes entre sí. Al primero pertenecían Barcenillas y Lamiña y al segundo los concejos de Ruente y Ucieda. Esta organización territorial perduró así, por lo menos hasta el año 1497 fecha de la concordia celebrada en Bárcena Mayor por los representantes de Campoo, Cabuérniga y Ucieda para formalizar el aprovechamiento forestal y ganadero en la mancomunidad de Campoo-Cabuérniga.

### Edad Moderna
Los siglos XV y XVI son tiempos en que los vecinos soportan fuertes cargas fiscales impuestas por el Marqués de Santillana, contra las que el valle de Cabuérniga junto con otros valles entablan un largo contencioso conocido como el Pleito de los Nueve Valles. La resolución final en 1581, devuelve la condición realenga a los valles. Tras recuperar su condición de realengo los valles que iniciaron el litigio, entre los que se encontraba el Real Valle de Cabuérniga, constituyen la Provincia de los Nueve Valles y en 1630 consiguen que el rey Felipe IV les concediera facultad de nombrar sus propios alcaldes ordinarios en los concejos abiertos, con exclusión de la jurisdicción del corregidor.
En 1669, se levanta la ermita de San Roque en el lugar de Jismana (Gismana), gracias a las aportaciones de Juan de Terán, natural de Ruente. El pórtico de la ermita se usa como escuela, aunque la falta de fondos causada por una mala gestión hace que durante varios periodos no haya clases. En 1752 asisten a la escuela 18 niños y en 1844 lo hacen 29 niños y 4 niñas.
El 23 de mayo de 1743, Ruente forma junto a los concejos de Cabuérniga, Los Tojos y los pueblos altos del marquesado de Campoo de Suso una mancomunidad para el disfrute y aprovechamiento de los montes públicos y terreno deslindado en la cabecera del valle. La constitución de esta mancomunidad pone fin a los pleitos entablados entre los vecinos de Cabuérniga y los habitantes del marquesado de Campoo de Suso con motivo de la Concordia de 1497.
En 1819 el rey concede a todos los pueblos del Real Valle de Cabuérniga celebrar los días 25, 26 y 27 de septiembre de cada año una feria de ganado en Ruente.
Entre 1821 y 1842 los concejos de Ruente, Ucieda y Barcenillas forman el Ayuntamiento de Ruente, dependiente en un primer momento del partido judicial de Puentenansa, para pasar en 1834 al de Cabuérniga y finalmente en 1988 del partido judicial de Torrelavega.
Tras la desamortización de Madoz, en 1855 la ermita y portal anexo quedan en poder del concejo que intenta continuar con su cometido pese al mal estado del edificio. Tres años más tarde por iniciativa concejil y con el apoyo de la familia de Juan de Terán y la contribución de Manuel González Mier, se levanta una nueva capilla en el mismo sitio que la anterior. De este modo persistió la escuela en el portal anexo a la ermita de San Roque hasta 1902.Por su parte las escuelas de Ucieda, proyectadas por el arquitecto Javier González de Riancho, se levantaron en 1026.

## Demografía
Ruente cuenta con una población de 1072 habitantes (INE 2024).
| Gráfica de evolución demográfica de Ruente entre 1857 y 2021                                                        |
| |
| Población de derecho según los censos de población del INE Población de hecho según los censos de población del INE |

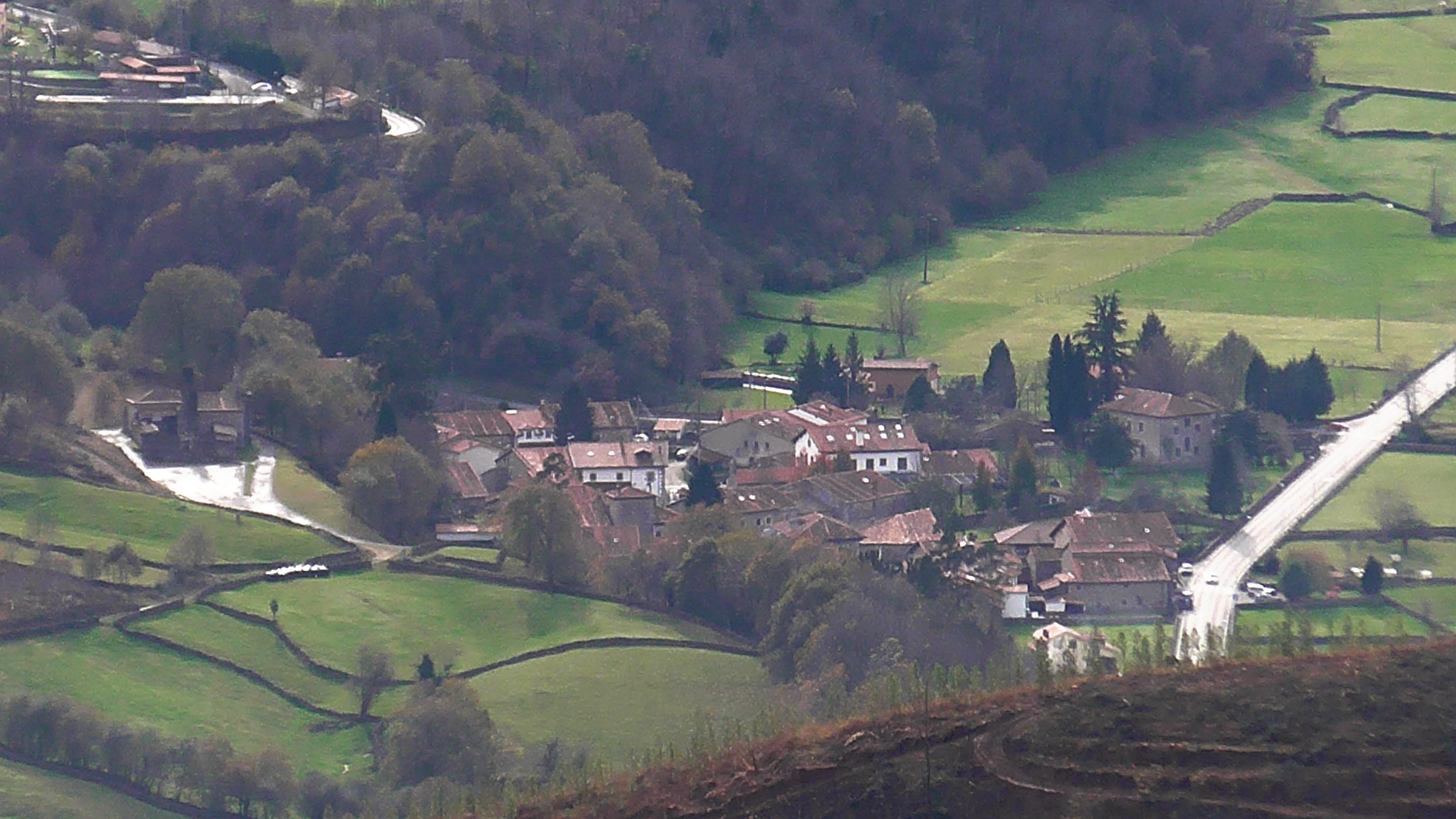
Barcenillas visto desde la Sierra del Escudo de Cabuérniga

La población de Ruente durante los siglos XVIII, XIX y la primera mitad del XX se mantiene estable en torno a los 1160 habitantes con un perfil demográfico joven. En 1887 el municipio registra su máximo poblacional con 1211 vecinos repartidos en 331 hogares. Posteriormente sufre una tendencia demográfica descendente que culmina tras alcanzar los 937 habitantes a principios de los año noventa del siglo XX. Desde entonces y hasta finales de siglo comienza una lenta recuperación que alcanza los 955 habitantes en el año 2000.
En la primera década del siglo XXI continúa el aumento de población en todos los pueblos salvo Barcenillas, siendo Ucieda el que más lo nota, pasando de 465 habitantes en el año 2000 a 530 en 2010. Después del 2011 la población del ayuntamiento se reduce ligeramente hasta los 1016 vecinos censados en 2019. Lamiña es el único pueblo que mantiene su crecimiento tras esa fecha, mientras que Barcenillas se mantiene estable y Ruente y Ucieda se reparten las pérdidas de población.
En el año 2017 se censaron 1031 personas en todo el municipio, con un perfil demográfico más envejecido que el de la región y una tasa de envejecimiento de 20,54 frente al 18,71 regional. La edad media en 2014 era de 46,5 años, siendo ligeramente superior en hombres que en mujeres.
Evolución demográfica de las localidades a partir del 2000
Ruente a su vez es la capital municipal. Está ubicado a 189 metros sobre el nivel del mar, en la parte baja del valle, junto al río Saja. En el año 2024 contaba con una población de 321 habitantes, repartidos por los barrios de Gismana (106 hab.), Monasterio (73 hab.) y Ruente (135 hab.).
De la capital destaca el palacio de Mier, situado en el barrio de Monasterio y declarado Bien de Interés Cultural con categoría de Monumento el 30 de noviembre de 1992. Otras edificaciones destacables son la iglesia de Santa María Magdalena, levantada en el siglo XVII y reformada en 1909; la casona de la Nogalera del siglo XVIII y restaurada en 1963; la casona de Cossío y Terán, situada en el barrio de Gismana; y la casa de Esteban González de Linares, erigida en 1886 en un estilo historicista. En la capital se conserva un humilladero del siglo XVIII, con una cruz de madera original y relieves que representan varias escenas, como las Ánimas del Purgatorio o Cristo atado a una columna.
En esta localidad se encuentra también la surgencia kárstica de La Fuentona de Ruente, catalogada como Punto de Interés Geológico. Cerca hay un puente muy bajo, hecho de mampostería, con nueve arcos de medio punto rebajados. Se cree que es de origen medieval y que formó parte del camino o calzada que atravesaba el valle de Cabuérniga hasta Bárcena Mayor, por donde se pasaba a Reinosa y de ahí a Castilla.
Evolución demográfica de los barrios a partir del 2000

### Barcenillas
Está situado a 220 metros de altura en una pequeña bárcena, bañada en parte por el río Saja y por el río de Lamiña. El núcleo se organiza en dos barrios unidos por sendas plazas. Dista dos kilómetros y medio de la capital municipal, Ruente. En 2024 su población era de 121 habitantes.

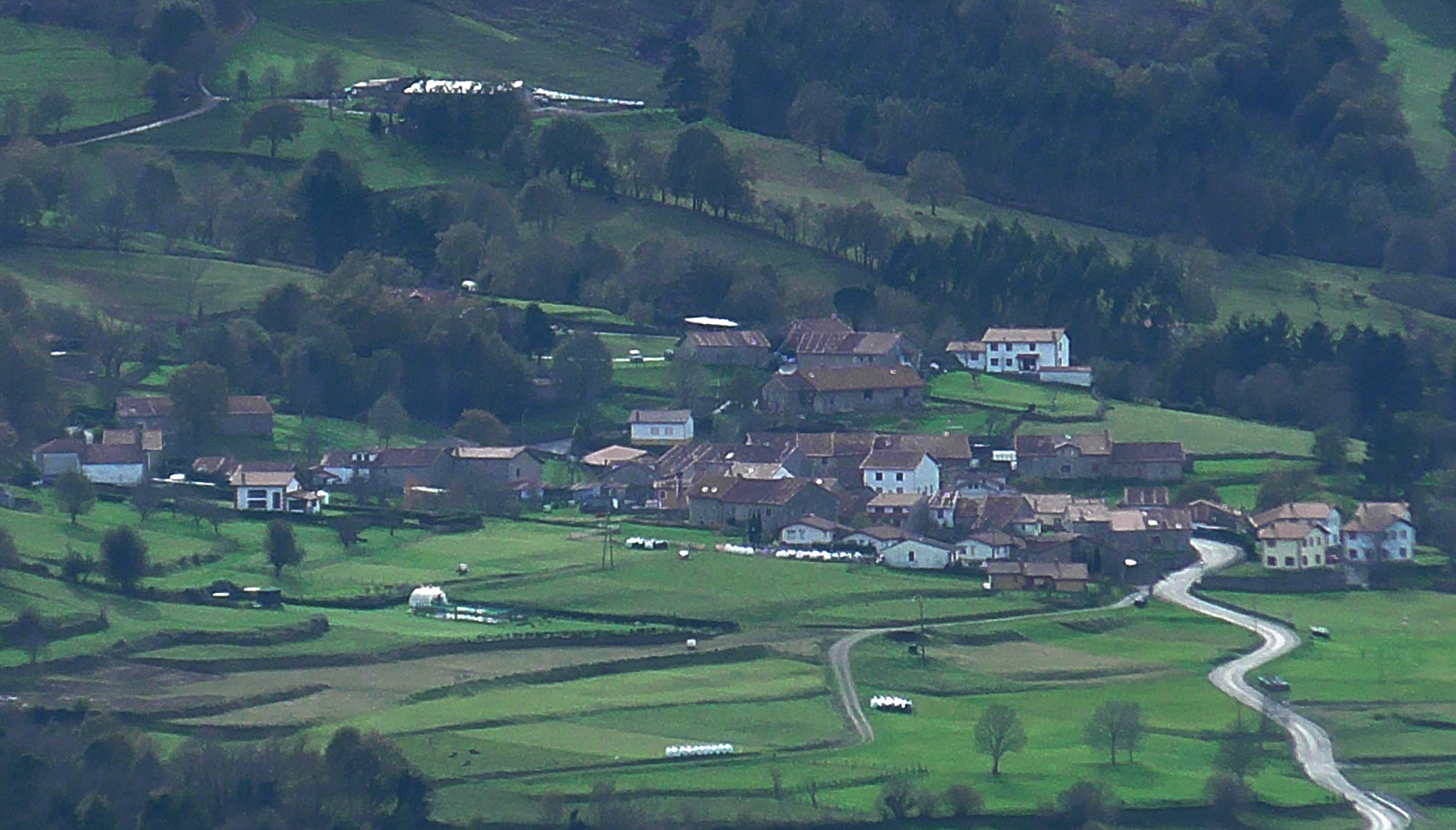
Lamiña vista desde la Sierra del Escudo de Cabuérniga

### Lamiña
Pequeño pueblo de disposición agrupada situado en un rellano elevado sobre el valle, a 360 metros de altura. Está a tres kilómetros de la capital municipal. En el año 2024 agrupaba a 101 personas, siendo la localidad menos poblada del municipio. Lamiña es citada por primera vez en el año 978 en el cartulario de Covarrubias que sitúa en Kaor-nega (Cabuérniga) la ermita de San Fructoso de Lamiña.

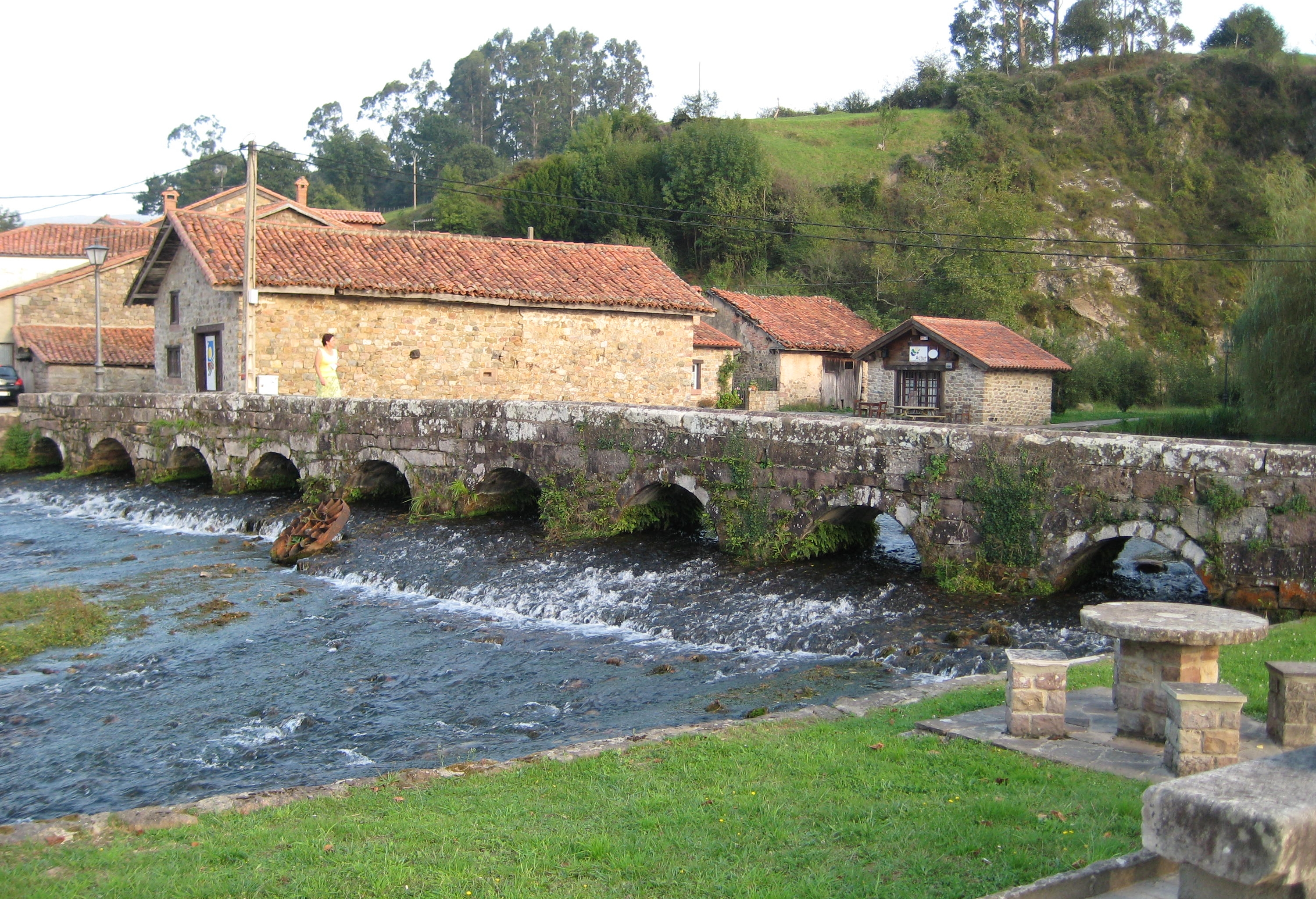
Puente medieval en Ruente

### Ruente
Es la capital del municipio. Se halla a 189 metros sobre el nivel del mar, en la parte baja del valle, junto al río Saja. En el año 2024 contaba con una población de 321 habitantes (INE), repartidos por los barrios de Gismana (106 hab.), Monasterio (73 hab.) y Ruente (135 hab.).

### Ucieda
Situada a 196 metros de altitud, en el fondo de un valle lateral, escabado por el río Bayones, dista un kilómetro y medio de la capital municipal. Con 529 vecinos en el año 2024, Ucieda es la localidad con mayor número de habitantes. Su población se reparte en cuatro barrios de estructura alveolar: Barrio de Abajo (181 hab.), Barrio de Arriba (231 hab.), La Cuesta (21 hab.) y Meca (80 hab.), a los que se suman otros 16 habitantes en poblamiento diseminado. En su término existieron dos despoblados, el de Rozas y el de Santa Marina. Destaca por su extensa zona de bosque autóctono, en particular, de cajiga, integrado en gran parte dentro del parque natural Saja-Besaya.

## Administración y política

### Gobierno municipal

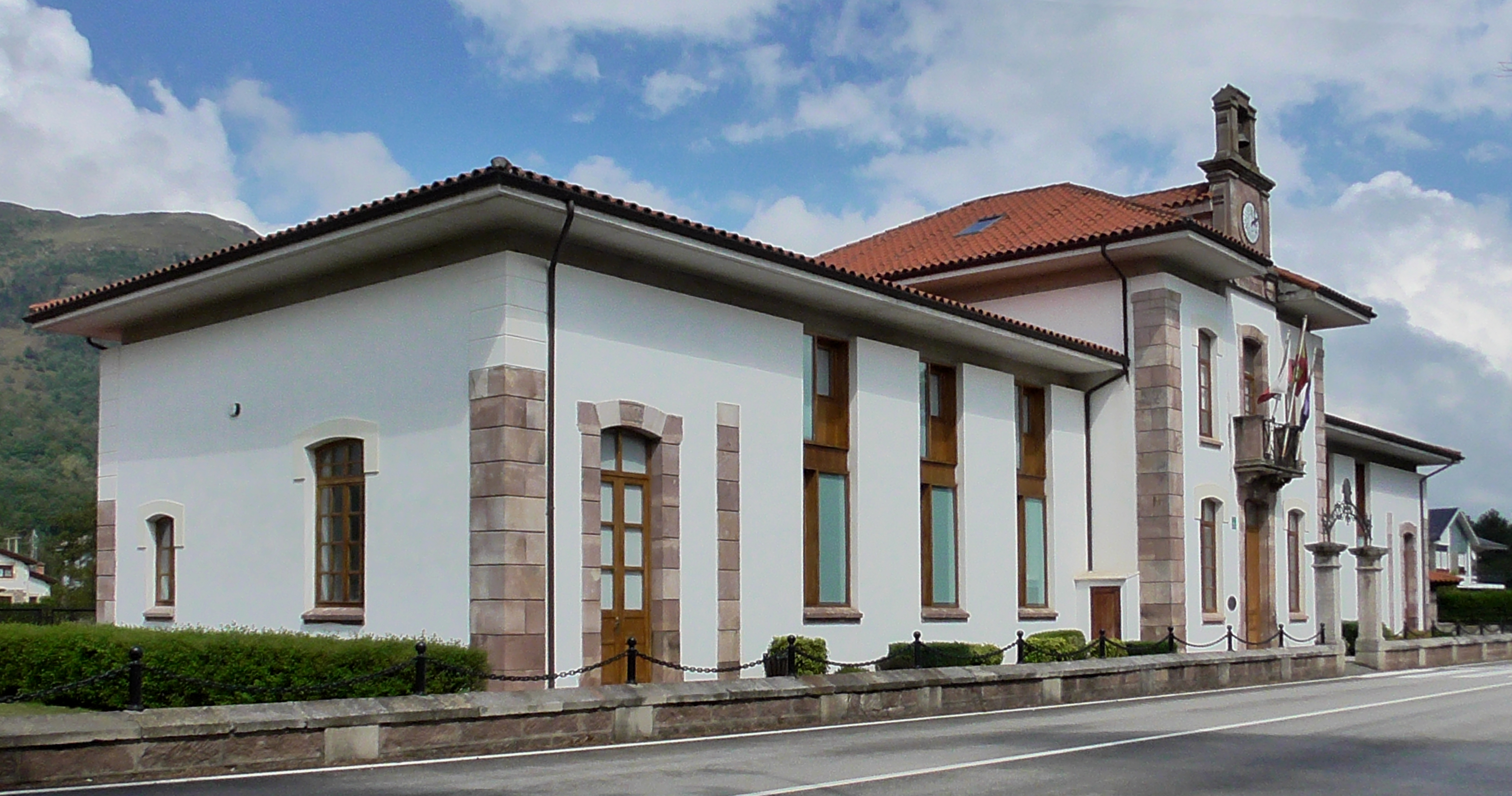
Casa consistorial

El Ayuntamiento de Ruente es la institución encargada del gobierno y administración municipal. Está compuesto por el alcalde, a cargo del poder ejecutivo, y nueve concejales, que ejercen como poder legislativo. Los concejales son elegidos directamente por el vecindario mediante sufragio universal, mientras que el alcalde es escogido en segunda instancia por estos, entre los cabezas de lista con representación en el Pleno. Actualmente el alcalde es Jaime Díaz Villegas, del Partido Regionalista de Cantabria (PRC). La actual corporación municipal está formada por los 5 concejales del PRC, 2 del PSC-PSOE, 2 del PP.
La casa consistorial está ubicada en la localidad de Ruente, frente a los jardines, en el barrio de la Nogalea. Anteriormente se encontraba en el barrio de Monasterio.
El primer alcalde de Ruente tras las elecciones municipales de 1979 fue Adolfo Linares Saiz, del Partido Socialista de Cantabria, que a su vez era el párroco municipal. En noviembre de 1983 la oposición vecinal forzó su dimisión del cargo, que recayó en el número dos de su candidatura, Francisco Gómez que encabezó la corporación hasta 1984. En las elecciones de 1984 la alcaldía pasó a manos de Carlos Pérez Molleda, también del PSC y en los comicios de 1987 fue elegido Ángel González Valverde, del Alianza Popular. A este le siguió Avencio Alonso del Partido Socialista de Cantabria quién estuvo en el cargo apenas un año entre 1991 y 1992, fecha en que perdió una moción de censura y formó gobierno Mariano González González del Partido Popular, junto con el Centro Democrático y Social, que ostentó el cargo de alcalde de 1992 a 1995. La siguiente legislatura de 1995 a 1999 estuvo repartida entre Jaime Molleda Balbás (UPCA) que gobernó la primera mitad, y Abel Campuzano (PRC) que gobernó la segunda mitad tras una moción de censura. De 1999 a 2003 de nuevo Jaime Molleda Balbás pero esta vez con el PP. De 2003 a 2007 ostentó el cargo de alcaldesa Alicia Renedo Alonso (PSC-PSOE). En las elecciones de 2007 y hasta 2015 Jaime Molleda vuelve a ser elegido alcalde. Finalmente en las elecciones de 2015 sale elegido el actual alcalde Jaime Díaz Villegas, cargo que revalidó en la convocatoria de 2019 con mayoría absoluta.
| Periodo   | Nombre                    | Partido | Partido                                    |
| --------- | ------------------------- | ------- | ------------------------------------------ |
| 1979-1983 | Adolfo Linares Saiz       |         | Partido Socialista Obrero Español (PSOE)   |
| 1983-1984 | Francisco Gómez           |         | Partido Socialista Obrero Español (PSOE)   |
| 1984-1987 | Carlos Pérez Molleda      |         | Partido Socialista Obrero Español (PSOE)   |
| 1987-1991 | Ángel González Valverde   |         | Alianza Popular (AP)                       |
| 1991-1992 | Avencio Alonso            |         | Partido Socialista Obrero Español (PSOE)   |
| 1992-1995 | Mariano González González |         | Partido Popular (PP)                       |
| 1995-1997 | Jaime Molleda Balbás      |         | Unión para el Progreso de Cantabria (UPCA) |
| 1997-1999 | Abel Campuzano            |         | Partido Regionalista de Cantabria (PRC)    |
| 1999-2003 | Jaime Molleda Balbás      |         | Partido Popular (PP)                       |
| 2003-2007 | Alicia Renedo Alonso      |         | Partido Socialista Obrero Español (PSOE)   |
| 2007-2015 | Jaime Molleda Balbás      |         | Partido Popular (PP)                       |
| 2015-2023 | Jaime Díaz Villegas       |         | Partido Regionalista de Cantabria (PRC)    |
| 2023-act. | Jaime Díaz Villegas       |         | Partido Popular (PP)                       |

| Partido político    | Partido político                                                    | 2023   | 2019   | 2015   | 2011   | 2007   | 2003   | 1999   | 1995   | 1991   | 1987   | 1983   | 1979   |
| Partido político    | Partido político                                                    | Ediles | Ediles | Ediles | Ediles | Ediles | Ediles | Ediles | Ediles | Ediles | Ediles | Ediles | Ediles |
|                     | Partido Popular (PP)                                                | 6      | 2      | 3      | 5      | 5      | 3      | 4      | 2      | 2      | 4      | 4      | —      |
|                     | Partido Regionalista de Cantabria (PRC)                             | 2      | 5      | 3      | 2      | 1      | 2      | 2      | 0      | 0      | —      | —      | —      |
|                     | Partido Socialista Obrero Español (PSOE)                            | 1      | 2      | 3      | 2      | 3      | 2      | 1      | 2      | 3      | 3      | 5      | 5      |
|                     | Unión para el Progreso de Cantabria (UPCA)                          | —      | —      | —      | —      | —      | —      | —      | 3      | 0      | —      | —      | —      |
|                     | Unión de Centro Democrático (UCD)-Centro Democrático y Social (CDS) | —      | —      | —      | —      | —      | —      | —      | —      | 2      | —      | —      | 4      |
|                     | Independientes                                                      | —      | —      | —      | —      | —      | —      | —      | —      | —      | 2      | —      | —      |
| Total de concejales | Total de concejales                                                 | 9      | 9      | 9      | 9      | 9      | 9      | 9      | 9      | 9      | 9      | 9      | 9      |

La participación en las elecciones municipales registra un promedio entre 1979 y 2015 del 74,08 %, una proporción sueprada solamente en las elecciones de 2015 y 2019, en las que participó el 83,09 % y el 82,75 % del electorado respectivamente.

### Justicia
El encargado de ejercer la potestad jurisdiccional municipal es el juzgado de paz de Ruente, cuya secretaría se encuentra congregada junto a las de Cabezón de la Sal, Cabuérniga, Los Tojos y Mazcuerras formando la Agrupación de Secretarías de Juzgados de Paz número 11 en Cabezón de la Sal. En esta agrupación se atiende a los 12 885 habitantes de los cinco municipios.
En el juzgado de paz se dirimen las causas civiles y penales menores que afectan a los habitantes del municipio y también desempeña funciones de registro civil. Está servido por un juez no letrado denominado Juez de paz. Este cargo lo ostenta desde 2006 José Antonio Revuelta Moreno. Esperanza Campuzano Gómez fue la sustituta hasta abril de dos mil diecisiete.. 
El municipio pertenece además al partido judicial de Torrelavega (partido judicial n.º1 de Cantabria), donde se tratan los asuntos civiles y penales de mayor rango.

## Economía
De acuerdo con la contabilidad regional que realiza el Instituto Nacional de Estadística, en el año 2017 la renta per cápita del municipio era de 11 896 euros por habitante, por debajo de la media regional que se sitúa en 15 334 €.
De acuerdo a los datos del último trimestre de 2021, el 61,1 % de la población municipal trabaja en el sector servicios, el 24,4 % en el sector secundario y el 11,3 % el sector priamario.

### Ganadería y agricultura
Tradicionalmente este sector ha sido la base de la economía de los habitantes del municipio. Actualmente la tasa de ocupación ha descendido hasta un 11,3% aunque sigue siendo bastante elevada en comparación con los datos regionales. En el año 2009 se censaron sesenta y un explotaciones agrarias y ochenta ganaderías que reunían 3670 cabezas de ganado, principalmente vacuno y caballar con 1873 y 853 animales respectivamente. El aprovechamiento forestal también tenía relevancia aunque en la actualidad es residual.
Evolución del censo ganadero

### Industria y construcción
La construcción da trabajo a un 12,5% de la población activa. En cuanto a la industria, de escasa tradición en el municipio, aunque existen varias empresas dedicadas al mueble. La mayor parte de la población que se dedica a ello se desplaza a las cercanas zonas industriales de Cabezón de la Sal y Torrelavega. La industria da trabajo a un 11,9% de la población.

### Servicios
Los servicios son el principal sector económico con un 61,1% de la población se dedica a él. Las condiciones del entorno, su paisaje y su gastronomía con la ayuda de programas europeos, han servido al municipio para relanzar este sector desde la década de los noventa. El turismo está basado en la calidad culinaria y el turismo rural.
El municipio cuenta con siete bares y seis bares-restaurantes, la mayoría concentrados en las localidades de Ruente y Ucieda (seis y cinco respectivamente). Muchos de estos establecimientos son especialistas en la preparación de platos de cocina tradicional como el cocido montañés y carne cinegética como el jabalí o el venado (ciervo). Igualmente hay una gran oferta de hospedaje, con algo más de una docena de apartamentos, casas rurales o posadas especialmente en las localidades de Ucieda y Ruente.

## Servicios
La mayor parte de los servicios públicos se concentran en la capital municipal.

### Sanidad
El consultorio médico del municipio se encuentra en la capilla del palacio de Mier, en Ruente. Dependiente del centro de salud Saja Cabuérniga, atiende con cita previa todas las mañanas de lunes a viernes. Estos servicios médicos se complementan con una farmacia situada en el mismo barrio de Monasterio.

### Bibliotecas
La Biblioteca Municipal, situada en el palacio de Mier, oferece un modesto abanico de materiales en diversos soportes y varios ordenadores con accesos a internet. El centro permanece abierto todas las tardes de lunes a viernes.
Además de la biblioteca municipal, en el barrio de Gismana se encuentra la biblioteca comunitaria El Toju, gestionada por el colectivo Agitación Rural desde su inauguración en el año dos mil seis. Cuenta con un fondo de más de 1200 libros, con especial interés en las temáticas sociales y antagonistas, un amplio abanico de revistas y fanzines y varias publicaciones periódicas. La biblioteca está en funcionamiento desde octubre de 2006 en la Casa El Toju.

### Telecentro
Localizado en las antiguas escuelas de Ucieda, este espacio ofrece acceso gratuito a internet los lunes y miércoles. con conexión ADSL y zona wifi.

### Transporte y comunicaciones
El municipio cuenta con 16,8 kilómetros de carreteras, siete de los cuales corresponden a la principal vía de comunicación, la carretera autonómica CA-180. Esta vía conecta el municipio con el resto de pueblos del valle hacia el sur y con los ayuntamientos de Marzcuerras y Cabezón de la Sal hacia el norte. Las localidades de Lamiña y Ucieda, ligeramente distanciadas de su trazado, se conectan a este gracias a las carreteras locales. La que conecta el pueblo de Lamiña es la CA-815.
En el año dos mil tres el parque automovilístico contaba con 581 vehículos, algo más de un vehículo por cada dos habitantes. Esta cifra ha ido en aumento hasta alcanzar la cifra de 882 vehículos en el año dos mil veintitrés. Lo que supone casi un vehículo por habitante.
La línea de autobuses Renedo de Cabuerniga-Torrelavega tiene paradas en las localidades de Barcenillas, Ruente y Ucieda. Esta línea es realizada por la empresa Palomera dos veces al día.

## Cultura
Son numerosas las muestras de arquitectura popular en los cuatro pueblos del municipio. Destaca especialmente Barcenillas, que constituye uno de los conjuntos de arquitectura rural más representativos de Cantabria. La construcción más habitual es la casona montañesa (siglos XVII y XVIII), casa de dos plantas con arcada de medio punto en la fachada y dominada por una solana —galería corrida— tendida entre muros cortafuegos, elemento muy popular en las Asturias de Santillana.

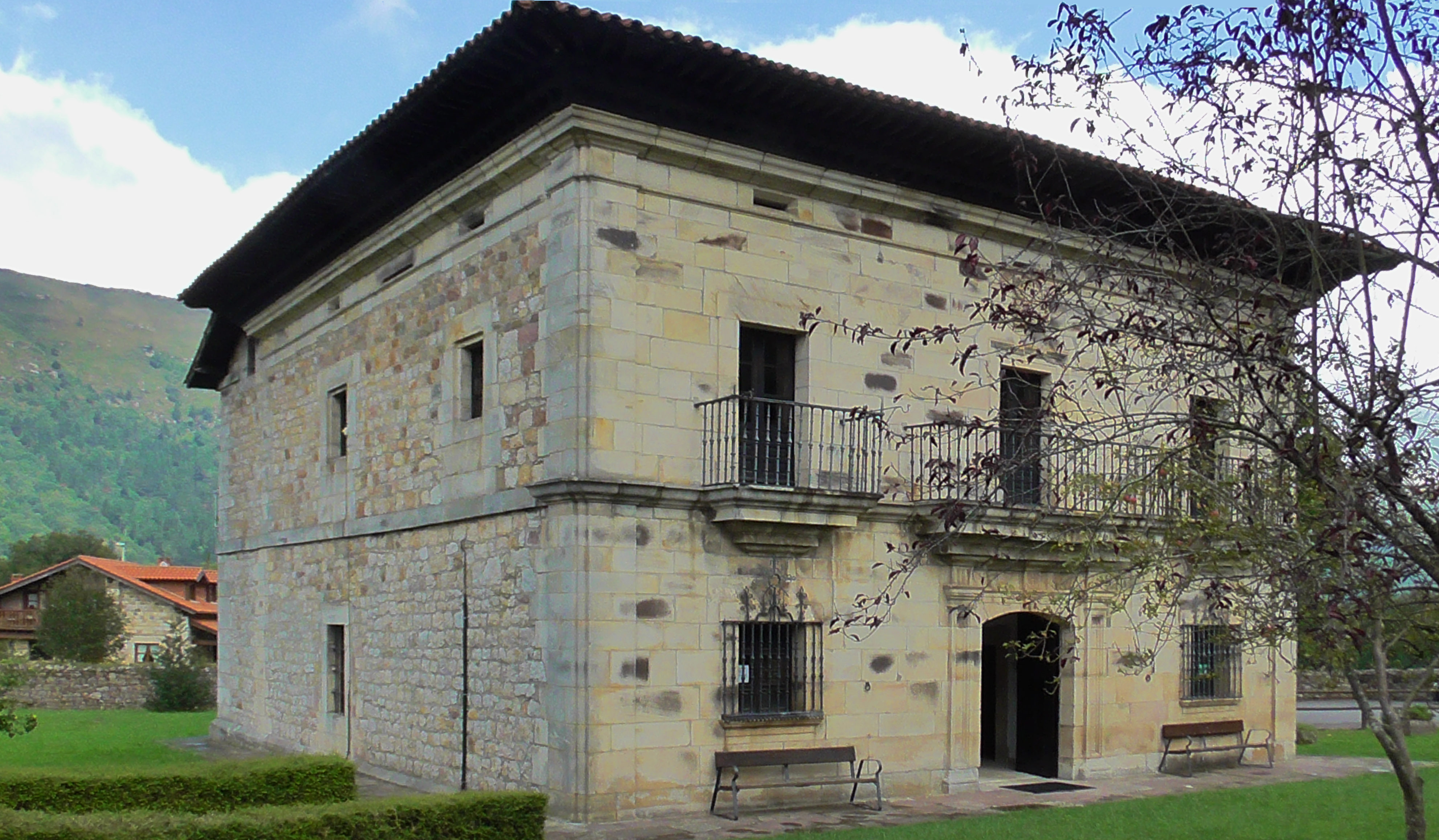
Palacete de Mier

### Bienes de interés cultural
El palacio de Mier, bien de interés cultural, con categoría de monumento desde 1992. Se trata de una casa solariega con una capilla, construida a finales del siglo XIX, en estilo neoclásico con marcados rasgos barrocos y arquitectura montañesa. Este monumento es propiedad municipal. Tras su rehabilitación la capilla es utilizada como consultorio médico y biblioteca municipal, mientras que la casa palacio permanece cerrada.

### Patrimonio civil

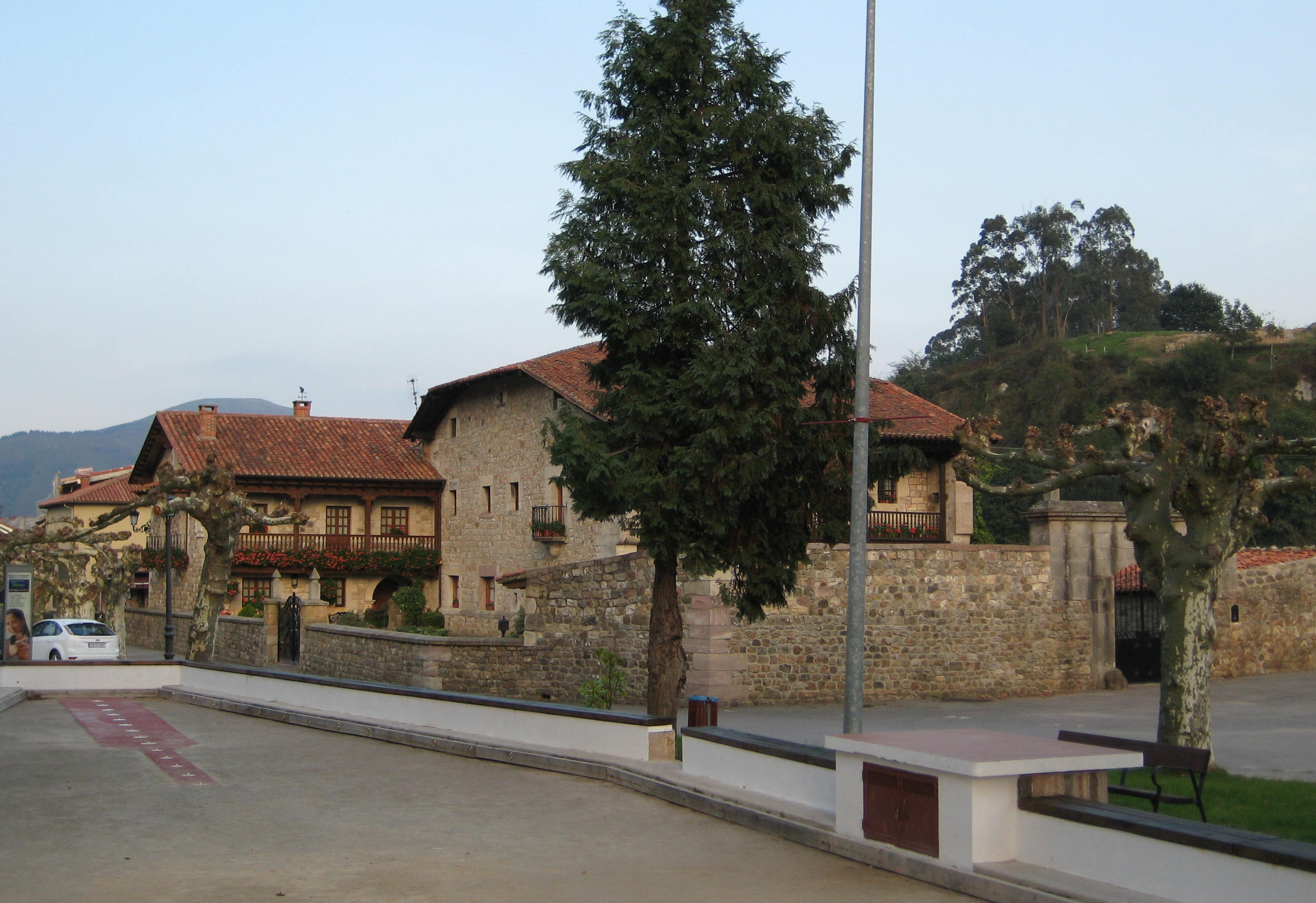
Casona de la Nogalera y bolera de Ruente

Las casas llanas de estilo renacentista y las casas y casonas de estilo barroco montañés, componen la mayor parte del patrimonio arquitectónico municipal, complementado por algunas construcciones de estilo gótico y neoclásico.
Además, la casona de La Canal en Ucieda, es un bien inventariado. Se trata de una típica casona montañesa propia del valle, que conserva buena parte de la fábrica de los siglos XVII y XVIII. El edificio posee planta rectangular, tejado a dos aguas y dos cuerpos separados por un muro cortavientos, en el que aparece labrado un escudo de armas con cueros recortados. Tiene dos plantas, con solana y soportal. La fachada principal está alzada con piedra de sillería, mientras que los muros laterales están armados con mampostería y rematados en el frente de la fachada principal en piedra de sillería, conformando los muros cortavientos, que poseen en la primera planta una pequeña ménsula labrada.
Dentro de las casonas de Barcenillas destacan dos casonas señoriales adosadas en la plaza del Cantón –una de ellas del siglo XVI– y la casa de Calderón, (construida a mediados del siglo XVIII), de planta rectangular, cubierta a dos aguas, soportal de doble arco, solana de cinco tramos y escudo en la fachada oeste.
Además de en Barcenillas, con magníficos ejemplos, en los otros pueblos también pueden verse buenas muestras, como la casa Velarde en Lamiña, las casonas de la Nogalera y de Cossío en Ruente o el palacio de Quirós y el palacio de Escagedo en Ucieda, de finales del siglo XVII principios del siglo XVIII, destacando este último notablemente, cuya fachada norte es de sillería y tiene cuatro arcadas de medio punto.
Predecesora de la casona montañesa es la casa llana de los siglos XVI y XVII muchos ejemplos en la localidad de Ruente en especial en el barrio de Gismana y en Ucieda tanto en el barrio de arriba como en el de abajo.
Sobre el río de La Fuentona de Ruente, se yergue un puente románico de arenisca. Es de gran estrechez y baja altura y el agua pasa a través de nueve arcos de medio punto,
 lo que en conjunto le confieren gran originalidad. El puente es a veces descrito como de ocho ojos.

### Patrimonio religioso
En cuanto a la arquitectura religiosa, destaca la ermita de San Fructuoso situada cercana a la localidad de Lamiña, es un edificio de una nave con capilla mayor cuadrada. La actual edificación data del siglo XVII, aunque ya en el cartulario de Covarrubias (año 978) se menciona la existencia en dicho lugar de un monasterio, (cuyos cimientos y restos de la necrópolis se han hallado en las inmediaciones) convirtiéndolo en uno de los más antiguos de Cantabria. De la época se conserva en el interior de la ermita un sarcófago prerrománico, decorado con figuras romboidales y esvásticas, cordones de sogueado y motivos vegetales y una pila bautismal también prerrománica en la iglesia del pueblo.
La iglesia del pueblo, Nuestra Señora del Rosario de Lamiña, data también del siglo XVII. Se trata de un pequeño templo de una nave con capilla mayor con un retablo del siglo XVIII. En su interior alberga una pila bautismal con decoraciones prerrománicas, traída probablemente de la ermita de San Fructuoso.
San Sebastián en Barcenillas, es un templo de una nave con capilla mayor cuadrada, con cubierta de crucería, datado a principios del siglo XVII. En la cara sur, tiene una portalada en arco de medio punto con motivos ornamentales labrados. El retablo es del siglo XVIII.
En Ucieda se encuentra la iglesia de San Julián del siglo XVIII, siendo su parte más antigua las bóvedas y la ermita del Moral, de finales del siglo XVII, cuya portada tiene dovelas decoradas. Por último, a lo largo del antiguo camino de los foramontanos puede encontrarse varios humilladeros.

### Festividades

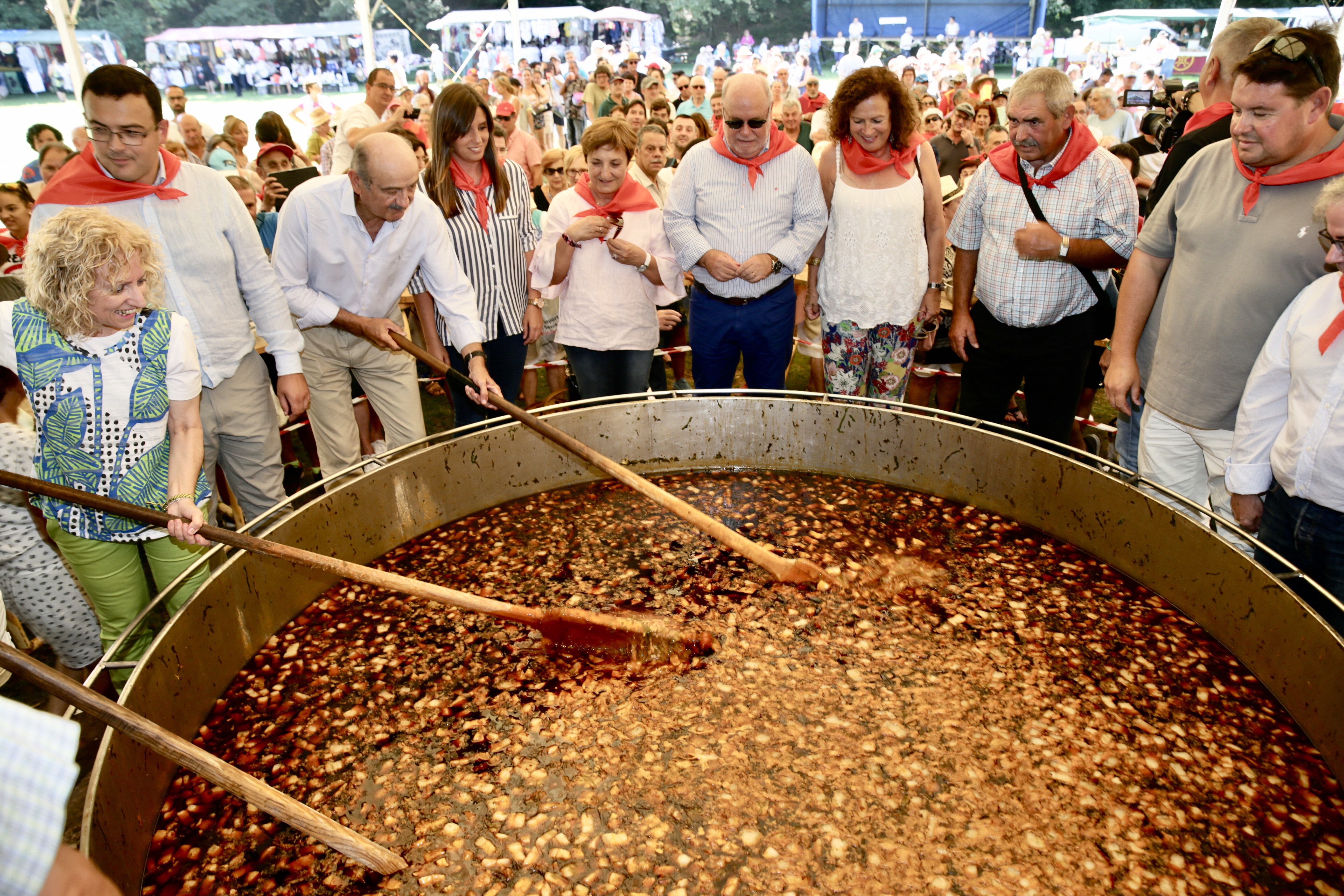
Fiesta del cocido en Ucieda

En el municipio se celebran anualmente y de manera oficial 2 ferias ganaderas, 7 fiestas religiosas y 1 fiesta gastronómica. Estas son:
- «Feria de ganado de San José». Feria de ganado celebrada en la localidad de Ruente el sábado más próximo al 19 de marzo. Desde el dos mil veintitrés durante la feria se celebra también el concurso morfológico nacional de ganado equino de raza hispano bretona.[126]
- «Corpus Christi» (Ucieda). Se celebra 9 semanas después del domingo de Pascua, que suele caes en mayo o junio.
- «La Magdalena». Se celebra el 22 de julio en la localidad de Ruente en honor a la patrona del pueblo María Magdalena.
- «Nuestra señora». Se celebra el 15 de agosto en la localidad de Ucieda.
- La «Virgen del Moral». Se celebra el siguiente sábado tras el 15 de agosto en la localidad de Ucieda.
- «San Roque». Se celebra el 16 de agosto en el barrio de Gisnana (Ruente) en honor a Roque, peregrino canonizado en mil seiscientos veintinueve por la Iglesia católica y patrón del barrio de Gismana.
- «San Sebastián». Se celebra el tercer viernes del mes de agosto en la localidad de Barcenillas en honor a Sebastián de Milán, un tribuno militar del ejército romano, santo y mártir venerado por la Iglesia católica y la Iglesia ortodoxa que vivió en el siglo III.
- «Fiesta del Cocido» de Ucieda. Fiesta declarada de interés turístico regional en el año 2001. Se celebra  el primer domingo de septiembre en la campa de la Casa del Monte, en pleno parque natural del Saja-Besaya. Tiene como protagonista al cocido montañés, que se prepara allí mismo a todos los asistentes con ingredientes típicos de la comarca: alubias, berza, y el compango del cerdo.[127][128]
- «Nuestra Señora» y «San Fructuoso». Se celebra los días 8 y 9 de septiembre en el pueblo de Lamiña.
- «Feria y Concurso Exposición Monográfico Regional de Ganado Vacuno de Raza Tudanca». Se celebra el último domingo de octubre en Ruente.

Otras celebraciones no oficiales destacadas en el municipio son:
- Agrorgullo. Fiesta organizada por la Asociación Cultural Barcenillas desde 202 para ensalzar la diversidad y conmemorar el orgullo. En sus dos primeras ediciones se denominó 'Agrogay'.[129]
- Cabalgata de reyes de Barcenillas y Lamiña.[130]
- En el plano musical el Festival Cabuérniga, un festival de música folk, y el ConciertⒶ Sospecha, un festival anticomercial, ambos celebrados en el pueblo de Ruente son quizás los eventos musicales más notables.[131][132][133][134]

### Tradiciones
Marzas: Los marceros o marzantes (como los denominaba José María de Pereda en sus Escenas Montañesas) son rondas de mozos de un pueblo que recorren la última noche de febrero ro la primera de marzo las casas de sus vecinos en conmemoración de la llegada de la primavera. Tras dar las buenas noches los marceros preguntan «¿Cantamos, o rezamos, o nos vamos?», si los habitantes de la casa responden «Cantamos», se lanzan en cantos tradicionales a cambio de un aguinaldo o recompensa. Este toma normalmente la forma de alimentos (en aquellos tiempos, unos celemines de castañas u otros frutos secos o, incluso, en los hogares más pudientes, los productos de la matanza del chon). Algunos antropólogos asocian esta costumbre con los ritos de paso y las tradiciones de comensalidad de invierno y encuentran paralelismos en toda la vertiente atlántica europea. Actualmente no suelen cantarse más que en el pueblo de Ruente, donde el grupo de marceros está compuesto por una ronda de vecinos algunos ya casados.
| Buenas noches nos dé Dios, buenas noches nos de el cielo (Bis) a pedir las marzas vienen, los marceros de este pueblo (Bis). | no venimos con orgullo, venimos con humildad (bis) que tenemos una apuesta, y la queremos ganar (bis) | y venimos donde ustedes, que nos saquen de este anhelo (bis) que nos den unos chorizos, y una docena de huevos (bis) |

| unas mantequillas frescas, también las recibiremos (bis) un celemín de castañas, para irnos entreteniendo (bis) | y si nos van a dar algo, dénnoslo cuanto primero (bis) que tenemos mucha prisa, para recorrer el pueblo (bis) | Quédense con dios señores, hasta el año venidero, que si dios nos da salud, a pedirlas volveremos, y si no somos nosotros, otros vendrán de relevo. |

Picayos: Los Picayos es el nombre que reciben unos grupos de danza típicos del occidente de Cantabria. Los Picayos, vestidos habitualmente de blanco, realizan una danza tradicional acompañados de castañuelas. La danza es realizada solo por hombres, mientras que las mujeres ataviadas con faldas tocan la pandereta y cantan los versos que normalmente se dedican al patrón o patrona al que los Picayos sacan en procesión. Ocasionalmente, con motivo de la celebración de las fiestas, se forman grupos de picayos en los pueblos de Lamiña, Ruente y Ucieda.

### Música y folclore
Son varios los grupos o individualidades que se dedican a la música y al cante. La Ronda La Fuentona de Ruente y el grupo de danzas San Julián y Santa Basilisa de Ucieda son los que gozan de mayor renombre.
Entre los años 1997 y 2002 el municipio acogió cinco ediciones (de la 11ª a la 15ª) del Festival Cabuérniga, un festival de música folk. y desde el 2005 el ConciertⒶ Sospecha, un festival anticomercial que en 2024 alcanzó su 11.ª edición en la localidad.

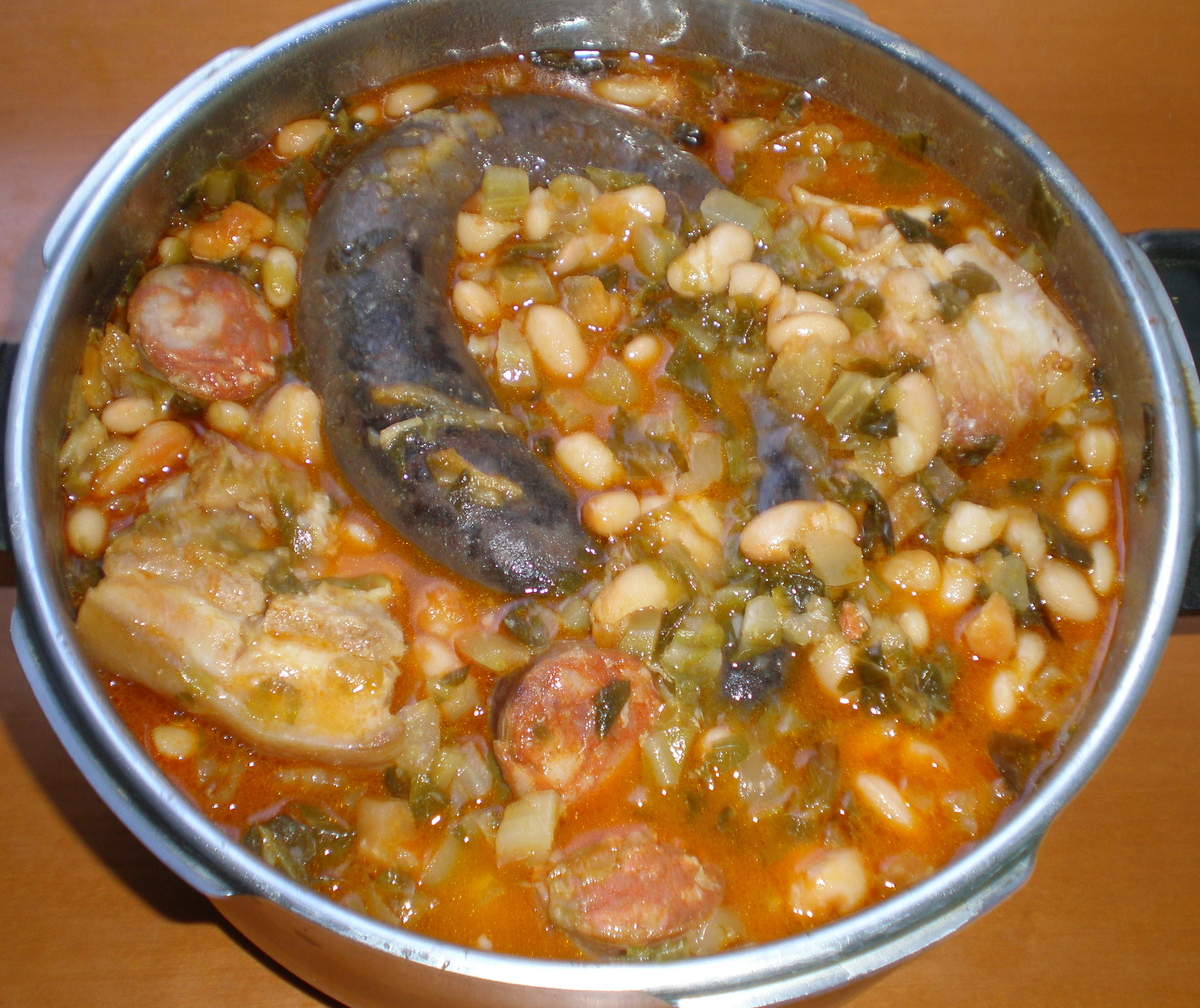
El cocido montañés, plato más representativo de la gastronomía cántabra

### Gastronomía
La vida tradicional del municipio, ligada tanto en la actividad agropecuaria, como a la cinegética o la pesca, dota a este de una gastronomía muy variada en cuanto a sus ingredientes. Hortalizas y legumbres de su huerta y su ganadería vacuna se combinan con los pescados y mariscos del Cantábrico, la trucha terciada del Saja y las piezas de caza mayor de la Reserva de caza.
Entre sus platos destaca el tradicional y famoso cocido montañés, realizado con alubias y berzas de la zona, acompañado con el compango de la matanza del cerdo. En cuanto a la repostería, cabe destacar platos como la leche frita, las tostás, arroz con leche, la torta o los sacristanes.

### Deporte
- Bolos: el Bolo palma tiene una gran tradición en el municipio, con al menos dos boleras de principios del siglo XX y varias agrupaciones bolísticas desde los años 60 en adelante (las Peñas bolísticas de Ruente, El Clavél y Ucieda nacidas en los años 60, La Sociedad Folclórica y Deportiva La Fuentona y las peñas bolisticas de El Cubilón y Bar Enrique en los años 70 y 80 o la P. B. Restaurante Casa Fito nacida en 1981). El partido entre la selección Cántabra y la madrileña en 1977, celebrado en la desaparecida bolera de Abencio fue quizás el primer evento deportivo destacado en el municipio. A él le siguieron los campeonatos regionales en 1982, 1985, 1989 y 2014, la Copa reina de Veteranos de 2015 y el Campeonato de España del 2024. A nivel local la liga de Ucieda, que en 2024 alcanzó su 24ª edición, es quizás el evento deportivo más destacado. En la actualidad el municipio cuenta con cuatro boleras y varias peñas bolísticas.[146][147][148][149][150][151]
- Pistas polideportivas. En el ayuntamiento hay dos pistas de futbito, una junto a las antiguas escuelas de Ucieda, entre el barrio de abajo y el de arriba y la otra en el pueblo de Ruente, tras el consistorio (también antiguas escuelas).[152]

## Localidades hermanadas
El municipio está hermanado con Savignac-les-Églises, una población y comuna francesa, situada en la región de Aquitania, departamento de Dordoña, en el distrito de Périgueux.

## Personas destacadas
- Gonzalo Gómez de Cos, (siglo VIII) portero real y vecino de Ucieda.[154]
- Consuelo Berges Rábago, (1899-1988) traductora, periodista, escritora y biógrafa, de formación autodidacta. Nacida en Ucieda.[155]
- Ángel Gómez «Litu», (1981) ciclista profesional. Nacido en Ucieda.[156]
- Rosaura Campuzano Gómez «Chaori». Pirimera mujer en acceder a las cuadrillas forestales en 1986, condecorada con la Orden del Mérito Civil en 2019.[157]